# ヒコ (ベラクルス州)
ヒコ（Xico）は、メキシコのベラクルス州にある自治体。
メキシコ政府観光局(SECTUR)（スペイン語: Secretaría de Turismo (México)）
によりプエブロ・マヒコとして選出された観光地。